# Fußball-Regionalliga (Austria)
La Fußball-Regionalliga (ted. Lega calcistica regionale), o semplicemente Regionalliga, è la terza divisione del campionato austriaco di calcio, l'ultima a carattere almeno parzialmente nazionale.
È composta da 48 squadre, suddivise in tre gironi da 16 formazioni ciascuno. Le vincitrici dei tre gironi sono promosse in 2. Liga, mentre le ultime tre classificate di ogni gruppo retrocedono nei campionati regionali. Ci sono quindi complessivamente 9 retrocessioni e tre promozioni per stagione.
I gruppi comprendono tre land ciascuno: Vienna, Bassa Austria e Burgenland nella Regionalliga Est (tedesco: Ost); Stiria, Carinzia e Alta Austria (con il Tirolo orientale) nella Regionalliga Centro (Mitte); Tirolo (senza la parte orientale), Salisburghese e Vorarlberg nella Regionalliga Ovest (West). L'attuale struttura a tre gironi esiste dalla stagione 1994-1995. Dopo la stagione 2018-2019, la Regionalliga West propriamente detta è stata abolita: dalla stagione 2019-2020 i due migliori club delle federazioni di calcio di Salisburgo, Tirolo e Vorarlberg formavano una lega d'élite da disputare in primavera e giocano lì per la promozione nella seconda lega; la cosa è stata poi però revocata.
Se la squadra vincitrice del campionato non può essere promossa, ad esempio nel caso in cui sia la formazione Amateure di una società professionista, o se non ottiene la licenza della Österreichische Fußball-Bundesliga, il suo posto viene preso dalla formazione meglio piazzata, tra quelle che dispongono di tali requisiti.

## Formula
La formula attuale prevede la suddivisione del campionato in tre gironi da 16 squadre ciascuno dove le squadre si affrontano in un girone all'italiana con partite di andata e ritorno, per un totale di 30 giornate. Il campionato comincia in agosto e si conclude generalmente in maggio, con una lunga pausa invernale solitamente compresa tra dicembre e febbraio.
Al termine della stagione, la squadra 1ª classificata di ciascun girone sale in 2. Liga. Le ultime tre classificate di ogni girone retrocedono nei campionati regionali e vengono sostituite dalle squadre campioni dei 9 tornei di land.

### Sistema di punteggio e discriminanti
Per ogni partita vengono assegnati 3 punti alla squadra vincitrice, zero alla perdente e un punto ciascuna in caso di pareggio.
In caso di parità di punteggio per l'assegnazione del posto in classifica valgono, nell'ordine, le seguenti discriminanti:
1. La differenza reti generale;
2. Il maggior numero di gol segnati durante la stagione;
3. Il maggior numero di punti ottenuti negli scontri diretti;
4. La differenza reti negli scontri diretti;
5. Il maggior numero di gol segnati negli scontri diretti in trasferta;
6. Il maggior numero di gol segnati fuori casa in generale.

## Storia

### La nascita della Regionalliga
Un primo esperimento di campionato interregionale si ebbe nella stagione 1949-1950, quando nacque la Tauernliga. Questo campionato fungeva da secondo livello nazionale, dietro alla Staatsliga e comprendeva squadre da Salisburghese e Carinzia.
Nella stagione successiva i club tirolesi e del Vorarlberg crearono a loro volta un campionato simile, denominato Arlbergliga, contemporaneamente fu istituita la Staatsliga B come nuovo torneo di secondo livello. In quegli anni si cercava di creare un campionato a carattere nazionale, non più limitato alle sole squadre viennesi, impresa resa difficile dato il grande divario, tanto economico quanto tecnico, che separava le squadre della capitale dalle altre del Paese. Nel 1955 la Tauernliga fu a sua volta suddivisa in due gironi (Nord e Süd).
Alla vigilia della stagione 1959-1960 la Staatsliga B, l'Arlbergliga e la Tauernliga furono abolite; dietro alla Staatsliga fu istituito un nuovo campionato a fungere da secondo livello nazionale, la Regionalliga, suddivisa dapprima in due gironi e poi (dal 1960-1961) in tre. Tali raggruppamenti presero i nomi West, Mitte e Ost che conservano tuttora. I vincitori dei tre gironi vengono promossi nella massima serie, da cui retrocedono le ultime tre classificate; le vincitrici dei tornei regionali vengono promosse sostituendo le ultime tre classificate di ciascun girone di Regionalliga.

### Dal 1974 ad oggi
La Regionalliga rimane il campionato di secondo livello in Austria fino alla stagione 1973-1974. In quell'anno viene creata l'attuale Bundesliga, limitata a 10 squadre e, poiché la Nationalliga "retrocede" a seconda divisione, la Regionalliga diviene il campionato di terzo livello, a girone unico. Tre anni più tardi le squadre tirolesi e salisburghesi confluiscono nella Alpenliga, con squadre dal Tirolo e da Salisburgo. Tra il 1977-1978 e il 1979-1980 i due tornei si disputano parallelamente.
Nel 1980-1981 l'Alpenliga ritorna a chiamarsi Regionalliga West, con il ritorno delle formazioni del Vorarlberg; contestualmente la Regionalliga Ost viene sospesa e non più disputata fino alla stagione 1984-1985. Per i successivi dieci anni la Regionalliga è composta da due gironi le cui vincitrici vengono promosse automaticamente in 2. Division, quindi a partire dal 1994-1995 la categoria recupera l'originale conformazione a tre gironi che conserva fino ad oggi.
Nella stagione 2009-2010 solo una delle tre vincitrici possedeva la licenza per la Erste Liga, il Grödig. Le altre due vincitrici, il Waidhofen/Ybbs ed il Pasching (penalizzata di 13 punti per non aver avanzato domanda di licenza e, pertanto, scalata al 3º posto), sono state sostituite rispettivamente da Parndorf e WAC-St. Andrä, che hanno disputato lo spareggio per stabilire l'ultima promozione in Erste Liga, con vittoria complessiva a favore di questi ultimi. Nella stagione successiva invece le formazioni Amateure di LASK Linz e Salisburgo sono state sostituite rispettivamente da Wattens e Blau-Weiß Linz.
Il 14 dicembre 2012, la federazione ha deciso di reintrodurre la vecchia formula, che prevedeva la promozione diretta in Erste Liga per le vincitrici dei tre gironi di Regionalliga, a partire dalla stagione 2014-2015.
La stagione 2012-2013 ha visto l'affermazione del Parndorf (Ost), del Liefering (West) e del LASK Linz (Mitte), quest'ultimo retrocesso l'anno prima causa ritiro della licenza professionista. I bianco-neri hanno preceduto di due punti il Pasching, che nella stessa stagione ha conquistato la ÖFB-Cup, prima volta nella storia per una squadra di Regionalliga, qualificandosi altresì per l'edizione 2013-2014 dell'Europa League.

## Squadre
Stagione 2024-2025.

### Regionalliga Est
- Austria Vienna II
- Donaufeld
- FavAC
- Flyeralarm Traiskirchen
- Gloggnitz
- Kremser SC
- Leobendorf
- Marchfeld Donauauen
- Mauerwerk
- Neusiedl/See
- Oberwart
- SC Wiener Viktoria
- Siegendorf
- Sportunion Mauer
- TWL Elektra
- Wiener SC

### Regionalliga Centro
- ASKÖ Oedt
- Deutschlandsberger SC
- Gleisdorf 09
- Hertha Wels
- LASK Amateure OÖ
- Leoben
- Ried II
- Treibach
- Union Gurten
- Union Vöcklamarkt
- USV St. Anna
- Vorwärts Steyr
- Wallern
- Weiz
- Wildon
- Wolfsberger II

### Regionalliga Ovest
- Altach Juniors
- Austria Salisburgo
- Bischofshofen
- Dornbirn
- Hohenems
- Imst
- Kitzbühel
- Kuchl
- Kufstein
- Lauterach
- Pinzgau Saalfelden
- Reichenau
- Röthis
- Schwaz
- St. Johann
- Wals-Grünau

## Albo d'oro
| Stagione  | Regionalliga Ost                                           | Regionalliga Mitte                                         | Regionalliga West                                          |
| --------- | ---------------------------------------------------------- | ---------------------------------------------------------- | ---------------------------------------------------------- |
| 1959-1960 | Schwechat                                                  | Stickstoffwerke Linz                                       | non disputato                                              |
| 1960-1961 | Admira Vienna                                              | Kapfenberger                                               | Salzburger AK                                              |
| 1961-1962 | Wacker                                                     | Austria Klagenfurt                                         | Austria Salisburgo                                         |
| 1962-1963 | Wr. Neustädter                                             | Kapfenberger                                               | Dornbirn                                                   |
| 1963-1964 | Wacker                                                     | Sturm Graz                                                 | Wacker Innsbruck                                           |
| 1964-1965 | Simmering                                                  | Austria Klagenfurt                                         | Austria Salisburgo                                         |
| 1965-1966 | Wacker                                                     | Sturm Graz                                                 | SW Bregenz                                                 |
| 1966-1967 | Eisenstadt                                                 | Radenthein                                                 | Austria Salisburgo                                         |
| 1967-1968 | Wacker                                                     | Donawitz                                                   | WSG Swarovski Tirol                                        |
| 1968-1969 | First Vienna                                               | VÖEST Linz                                                 | Dornbirn                                                   |
| 1969-1970 | Simmering                                                  | Radenthein                                                 | SW Bregenz                                                 |
| 1970-1971 | Eisenstadt                                                 | Donawitz                                                   | Bischofshofen                                              |
| 1971-1972 | Admira Wr. Neustadt                                        | Austria Klagenfurt                                         | SW Bregenz                                                 |
| 1972-1973 | Simmering                                                  | Radenthein                                                 | Rätia Bludenz                                              |
| 1973-1974 | Stockerau                                                  | Kapfenberger                                               | Dornbirn                                                   |
| 1974-1975 | Tulln                                                      | non disputato                                              | non disputato                                              |
| 1975-1976 | Kremser SC                                                 | non disputato                                              | non disputato                                              |
| 1976-1977 | Kittsee                                                    | non disputato                                              | non disputato                                              |
| 1977-1978 | FavAC                                                      | non disputato                                              | non disputato                                              |
| 1978-1979 | Stockerau                                                  | non disputato                                              | non disputato                                              |
| 1979-1980 | Neusiedl/See                                               | non disputato                                              | non disputato                                              |
| 1980-1981 | non disputato                                              | non disputato                                              | ASK Salzburg                                               |
| 1981-1982 | non disputato                                              | non disputato                                              | IG Bregenz/Dornbirn                                        |
| 1982-1983 | non disputato                                              | non disputato                                              | Kufstein                                                   |
| 1983-1984 | non disputato                                              | non disputato                                              | USV Salzburg                                               |
| 1984-1985 | Schwechat                                                  | non disputato                                              | IG Bregenz/Dornbirn                                        |
| 1985-1986 | Mödling                                                    | non disputato                                              | Kufstein                                                   |
| 1986-1987 | VSE St. Pölten                                             | non disputato                                              | USV Salzburg                                               |
| 1987-1988 | Stockerau                                                  | non disputato                                              | Dornbirn                                                   |
| 1988-1989 | Austria Vösendorf                                          | non disputato                                              | WSG Swarovski Tirol                                        |
| 1989-1990 | Donaufeld                                                  | non disputato                                              | Salzburg                                                   |
| 1990-1991 | FavAC                                                      | non disputato                                              | Altach                                                     |
| 1991-1992 | Oberwart                                                   | non disputato                                              | Puch                                                       |
| 1992-1993 | Wr. Neustädter                                             | non disputato                                              | Kufstein                                                   |
| 1993-1994 | Klingenbach                                                | non disputato                                              | Austria Lustenau                                           |
| 1994-1995 | FavAC                                                      | SAK Klagenfurt                                             | WSG Swarovski Tirol                                        |
| 1995-1996 | Stockerau                                                  | Hartberg                                                   | SW Bregenz                                                 |
| 1996-1997 | Kottingbrunn                                               | Eintracht Wels                                             | Altach                                                     |
| 1997-1998 | Untersiebenbrunn                                           | Austria/VSV                                                | Wörgl                                                      |
| 1998-1999 | Untersiebenbrunn                                           | Altach                                                     | WSG Swarovski Tirol                                        |
| 1999-2000 | Mattersburg                                                | Bad Bleiberg                                               | Lustenau 07                                                |
| 2000-2001 | Kottingbrunn                                               | ASKÖ Pasching                                              | Lustenau 07                                                |
| 2001-2002 | Wiener SK                                                  | Kapfenberger                                               | Hard                                                       |
| 2002-2003 | Schwechat                                                  | Blau-Weiß Linz                                             | Wattens/Wacker Tirol                                       |
| 2003-2004 | Parndorf                                                   | Gratkorn                                                   | Altach                                                     |
| 2004-2005 | Austria Vienna II                                          | Schwanenstadt                                              | Kufstein                                                   |
| 2005-2006 | Parndorf                                                   | Hartberg                                                   | Lustenau 07                                                |
| 2006-2007 | Schwadorf                                                  | Bad Aussee                                                 | Salisburgo II                                              |
| 2007-2008 | St. Pölten                                                 | Vöcklabruck                                                | Grödig                                                     |
| 2008-2009 | First Vienna                                               | Hartberg                                                   | Dornbirn                                                   |
| 2009-2010 | Waidhofen/Ybbs                                             | WAC-St. Andrä                                              | Grödig                                                     |
| 2010-2011 | Parndorf                                                   | LASK Amateure OÖ                                           | Salisburgo II                                              |
| 2011-2012 | Horn                                                       | Grazer AK                                                  | WSG Swarovski Tirol                                        |
| 2012-2013 | Parndorf                                                   | LASK Linz                                                  | Liefering                                                  |
| 2013-2014 | Floridsdorfer                                              | LASK Linz                                                  | Austria Salisburgo                                         |
| 2014-2015 | Ritzing                                                    | Austria Klagenfurt                                         | Austria Salisburgo                                         |
| 2015-2016 | Horn                                                       | Blau-Weiß Linz                                             | WSG Swarovski Tirol                                        |
| 2016-2017 | Ritzing                                                    | Hartberg                                                   | Grödig                                                     |
| 2017-2018 | Horn                                                       | Lafnitz                                                    | Anif                                                       |
| 2018-2019 | Ebreichsdorf                                               | Grazer AK                                                  | Dornbirn                                                   |
| 2019-2020 | campionato non concluso a causa della pandemia di covid-19 | campionato non concluso a causa della pandemia di covid-19 | campionato non concluso a causa della pandemia di covid-19 |
| 2020-2021 | campionato non concluso a causa della pandemia di covid-19 | campionato non concluso a causa della pandemia di covid-19 | campionato non concluso a causa della pandemia di covid-19 |
| 2021-2022 | First Vienna                                               | Sturm Graz II                                              | Schwaz                                                     |
| 2022-2023 | Stripfing                                                  | Leoben                                                     | SW Bregenz                                                 |
| 2023-2024 | Rapid Vienna II                                            | Voitsberg                                                  | Austria Salisburgo                                         |